# Troy (New Hampshire)
Troy è un comune degli Stati Uniti d'America facente parte della contea di Cheshire nello stato del New Hampshire.